# Un disco per l'estate 1990
L'edizione 1990 di Un disco per l'estate, denominata Saint Vincent '90. La grande festa dell'estate, venne trasmessa in diretta TV su Raiuno in due serate, il 19 e il 26 maggio 1990 (quest'ultima anche in Eurovisione) dal Palazzetto dello Sport di Saint-Vincent.

## Elenco dei partecipanti

### 19 maggio
- Marisa Laurito
- Toto Cutugno
- Ladri di Biciclette
- Francesco Baccini
- Renato Zero
- Lorenzo Zecchino
- Tazenda
- Luca Carboni
- Joe Cocker
- Joan Baez

### 26 maggio
(in ordine di apparizione)
- Bob Geldof
- Fiorella Mannoia
- Fiordaliso: Cosa ti farei
- Eros Ramazzotti e Antonella Bucci: Amarti è l'immenso per me
- Paul Young
- Fabio Concato
- Luca Barbarossa: Al di là del muro
- Enrico Ruggeri: Ti avrò
- Massimo Lopez:
- Paolo Vallesi: Ritornare a vivere